# Liburnia sternalis
Liburnia sternalis är en insektsart som först beskrevs av William Lucas Distant 1916.  Liburnia sternalis ingår i släktet Liburnia och familjen sporrstritar. Inga underarter finns listade i Catalogue of Life.